# 马氏海参
马氏海参（学名：Holothuria martensi）为海参科海参属的动物。分布于东非、红海、菲律宾、印度尼西亚、澳大利亚以及中国大陆的北部湾沿岸等地，常见于水深19-62米的沙底以及或贝壳石砾沙底。该物种的模式产地在印度尼西亚安汶。